# Симонян, Карен Арамович
Каре́н Ара́мович Симоня́н (17 марта 1936, Ереван — 9 июля 2018, Париж) — армянский прозаик, писатель-фантаст, сценарист.

## Биография
Окончил Ереванский политехнический институт, работал инженером-конструктором. С 1956 года начал публиковать прозу на армянском языке,дебютировав с рассказом  «Голос моря». После этого был редактором в журнале «Пионер», заведующим отделом в издательстве «Айастан»,
С 1976 по 1982 гг. был главным редактором журнала «Литературная Армения». Состоял в Союзе писателей СССР. Участник фестиваля Аэлита-88 и ряда других подобных мероприятий.
Его произведения переводились на немецкий, чешский, болгарский, словацкий, польский и ряд других языков.
Последние годы проживал в Париже.

## Творчество
Печатался с 1956 года — в журнале «Пионер», издательстве «Айастан». Первые публикации на русском языке вышли в 1970 году («Но ведь Рубен не знал…»; «Только трое вернутся на Землю»)

### Избранные произведения
публикации на армянском языке
- «Марсиане» (1957)
- «В щупальцах медузы» (1958)
- «Тайна свинцовых людей» (1959)
- «Блуждающая планета» (1961)
- «Цирк на Луне» (1961)
- «Второе солнце. Адам Малого Льва. Вальтер Буш» (1962)
- «Мы хотели играть» (1963)
- «Луг» (1967).

публикации на русском языке
Источник — Электронные каталоги РНБ
- Симонян К. А. Аптекарь Нерсес Мажан : Повести / Пер. с арм. — М.: Сов. писатель, 1983. — 496 с. — (Содерж.: Сицилианская защита; До свидания, Натанаел!; Аптекарь Нерсес Мажан). — 100 000 экз.
- Симонян К. А. Микаэл Налбандян / Пер. с арм. Н. Алексаняна. — М.: Мол. гвардия, 1984. — 366 с. — (Жизнь замечательных людей; Вып. 9 (649)). — 150 000 экз.
- Симонян К. А. Сицилианская защита : Роман / Авториз. пер. с арм. Р. Кафриэлянц. — М.: Сов. писатель, 1977. — 256 с. — 30 000 экз.
- Симонян К. А. Фантастика : [Сб.] / Пер. с арм. И. Карумян. — Ереван: Айастан, 1972. — 316 с. — (Содерж.: Аптекарь Нерсес Мажан : Роман. Рассказы: Луг; Дежурный; Я тебя слышу; Зовущий, зовущий мир; Улыбка; Homo sapiens; Таверна). — 10 000 экз.